# コルテガーダ

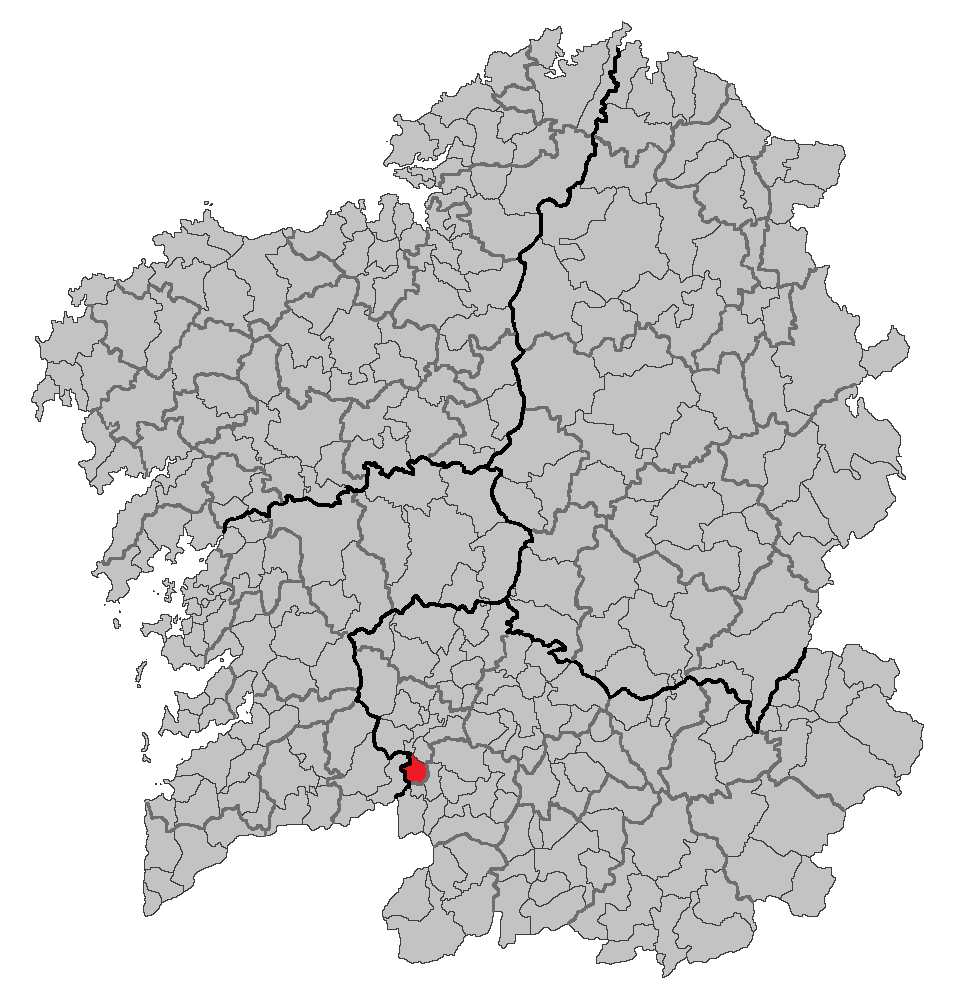

コルテガーダ（Cortegada）はスペイン、ガリシア州、オウレンセ県の自治体で、コマルカ・ド・リベイロに属する。ガリシア統計局によると、2009年の人口は1,344人である。住民呼称はcortegao/-gá。
ガリシア語話者の自治体住民に占める割合は98.40％（2001年）。

## 地理
コルテガーダはオウレンセ県の西部に位置し、コマルカ・ド・リベイロに属する。北はリバダビアとア・アルノイアと、東はゴメセンデと、南はポンテデーバと、南から西はポンテベドラ県のクレセンテの各自治体と隣接、自治体中心地区はコルテガーダ教区のコルテガーダ地区。

### 人口
| コルテガーダの人口推移 1900－2010                       |
|                                                         |
| 出典:INE（スペイン国立統計局）1900年 - 1991年、1996年 - |

## 政治
自治体首長はガリシア社会党（PSdeG-PSOE）のアベリーノ・デ・フランシスコ・マルティネス（Avelino de Francisco Martínez）、自治体評議員はガリシア社会党：5、ガリシア国民党（PPdeG）：3、ガリシア民族主義ブロック（BNG）：1となっている（2007年の自治体選挙の結果、得票順）。

## 教区
コルテガーダは7の教区に分けられる。太字は自治体中心地区のある教区。
- コルテガーダ（サンタ・マリーア）
- ロウレード（サン・ショアン）
- メレンス（サン・シブラン）
- ラビーニョ（サン・ビエイト）
- レフォーショス（サン・ブレイショ）
- バロンゴ（サン・マルティーニョ）
- サパリン（サン・マルティーニョ）